# 五河镇
五河镇，是中华人民共和国安徽省安庆市岳西县下辖的一个乡镇级行政单位。

## 行政区划
五河镇下辖以下地区：
沙岭村、叶河村、横排村、百步村、思河村、响山村、桃李村、五河村、妙道山村、茅山村、河南村和双河村。